# Staffans kyrka
För andra betydelser, se Staffanskyrkan.
Staffans kyrka är en kyrkobyggnad i stadsdelen Brynäs i Gävle. Den är församlingskyrka i Gävle församling i Uppsala stift. Namnet Staffan kommer från munken Stenfinn som levde på 1060-talet och led, enligt en sägen, martyrdöden i Själstuga i Hälsingland.

## Kyrkobyggnaden
Kyrkans grundsten lades hösten 1930 av ärkebiskop Nathan Söderblom. Tacksägelsedagen 1932 invigdes kyrkan av ärkebiskop Erling Eidem. Kyrkans arkitekt var Knut Nordenskjöld som arbetade mycket med kyrkorestaureringar och därigenom fick kunskaper om äldre kyrkoarkitektur. Dessa använde han sig av när han ritade Staffans kyrka. Kyrkobyggnaden uppvisar inspiration från såväl medeltid som barock i sin utformning. 

## Inventarier
Många av kyrkans inventarier är skapade av Carl Fagerberg och är samtida med kyrkan, till exempel triumfkrucifixet, predikstolen och dopfunten i marmor. Altartavlan är skapad av Jerk Werkmäster och dess mittbild föreställer Kristi förklaring. Tavlan är utformad som ett altarskåp och på sidostyckena finns bilder av evangelisterna med deras attribut. I sidokapellet, Johanneskapellet, finns en glasmålning av Yngve Lundström. 
På 1950-talet tillkom en stor Kristusbild i trä skapad av Asmund Arle. Den bär titeln: "Kommen till mig". 2011 tillkom en mindre skulptur av Maggie Wibom föreställande S:t Staffan, Hälsinglands apostel och 2012 en mariaskulptur av Per Nilsson-Öst. Båda dessa nytillkomna skulpturer var donationer till kyrkan. Staffans kyrka finns beskriven dels av Bengt-Ingemar Kilström i en traditionell kyrkobeskrivning från 1980-talet, dels i en rikt illustrerad andlig reflektionsbok skriven av församlingens dåvarande kyrkoherde Peter Stjerndorff: Staffans kyrka — mötesplats mellan Gud och människor i 80 år (2012).

## Orgel och musikliv
I Staffans kyrka finns ett rikt kör- och musikliv. Den stora läktarorgeln med 43 stämmor är samtida med kyrkan, från 1932, och tillverkades av orgelbyggarfirman E. A. Setterquist & Son. Den tillverkades som en romantisk orgel, men förändrades kraftigt under slutet av 1950-talet för att bättre harmoniera med den s.k. orgelrörelsens ideal. Ett arbete med att återställa orgeln till sin ursprungliga tonbild har skett under 2013 och den återinvigdes den 11 oktober. Restaureringen utfördes av Åkerman & Lund Orgelbyggeri. Orgeln har huvudverk, två svällverk och pedalverk. Spelbordet har tre manualer och pedal.
| Huvudverk I     | Svällverk II        | Svällverk III       | Pedal         | Koppel             |
| --------------- | ------------------- | ------------------- | ------------- | ------------------ |
| Principal 16'   | Borduna 16'         | Gedackt 16'         | Kontrabas 16' | I/P                |
| Principal 8'    | Principal 8'        | Vox retusa 8'       | Subbas 16'    | II/P               |
| Borduna 8'      | Kvintadena 8'       | Ekogedackt 8'       | Ekobas 16'    | III/P              |
| Dubbelflöjt 8'  | Flöjt harmonique 8' | Salicional 8'       | Borduna 8'    | II/I               |
| Gamba 8'        | Fugara 8'           | Violin 8'           | Violoncell 8' | III/I              |
| Octava 4'       | Rörflöjt 4'         | Eoline 8'           | Basun 16'     | III/II             |
| Täckflöjt 4'    | Kvinta 2 2/3'       | Voix céleste 8'     | Trumpet 8'    | III 16'/III        |
| Octava 2'       | Flageolette 2'      | Octava 4'           |               | II 16'/II          |
| Mixtur 2-4 chor | Cornett 4 chor      | Flute octaviante 4' |               | II 4'/II           |
| Trumpet 8'      | Cor anglais 16'     | Salicet 4'          |               | I 4'/I             |
|                 | Corno 8'            | Waldflöjt 2'        |               |                    |
|                 | Clairon 4'          | Sesquialtera 2 chor |               |                    |
|                 | Crescendosvällare   | Oboe 8'             |               |                    |
|                 |                     | Knopfregal 8'       |               |                    |
|                 |                     | Tremulant           |               | Fria kombinationer |
|                 |                     | Crescendosvällare   |               | Registersvällare   |

I kyrkorummet finns också en mindre kororgel tillverkad på 1970-talet av orgelbyggarfirman Grönlunds Orgelbyggeri. Denna orgel stod tidigare i Andreaskyrkan i Gävle och flyttades till Staffans kyrka 2005.

## Bilder

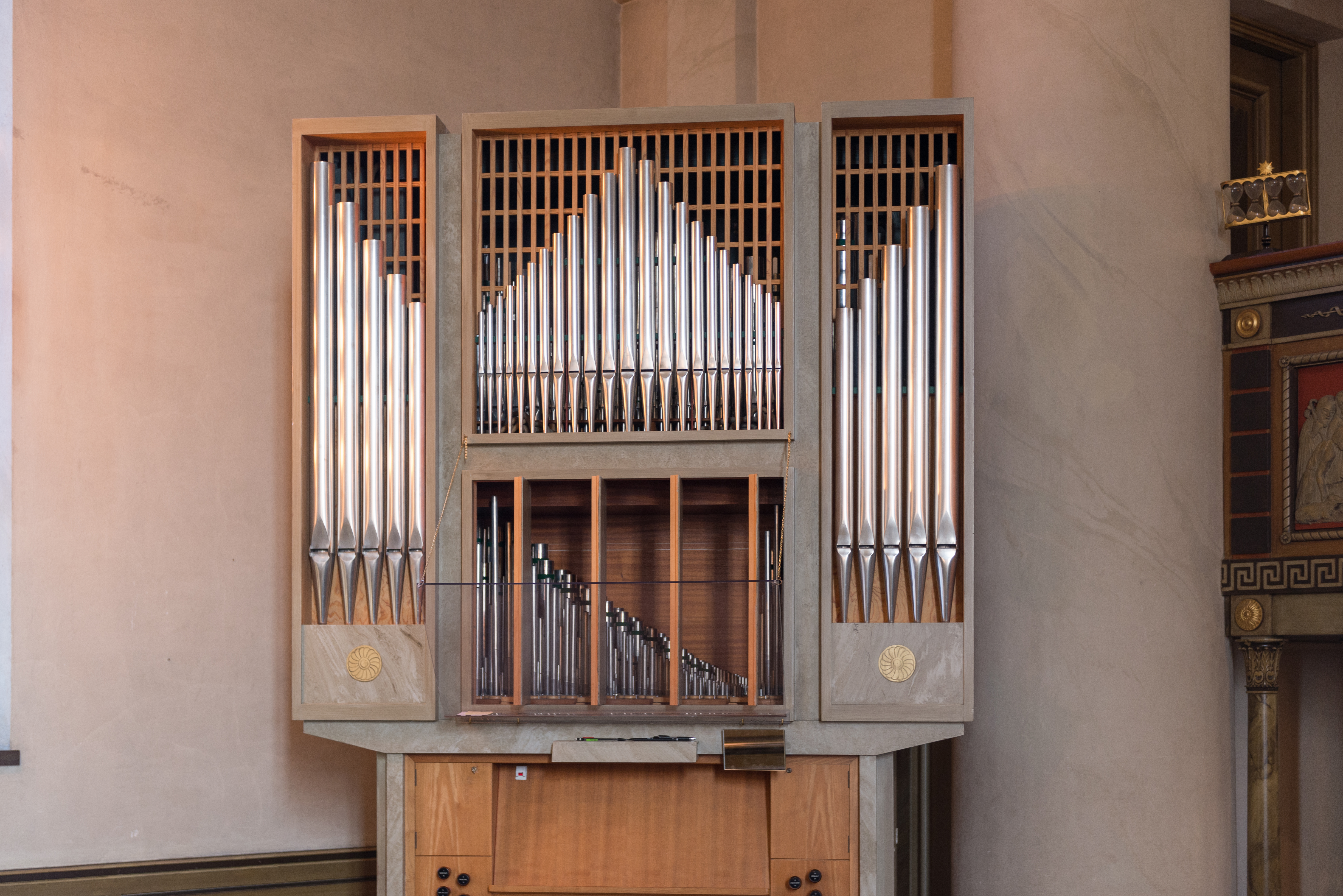
Kororgel
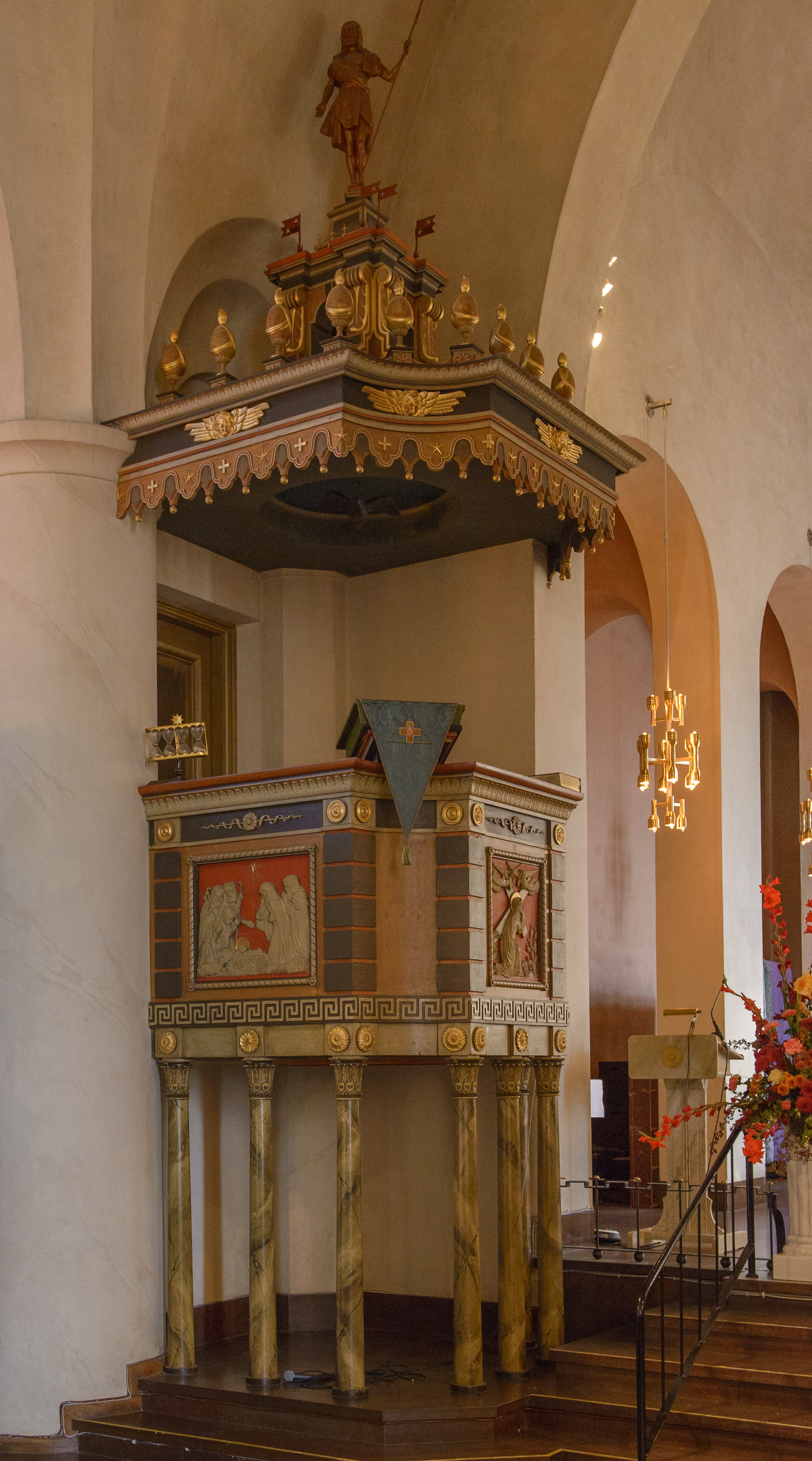
Predikstol
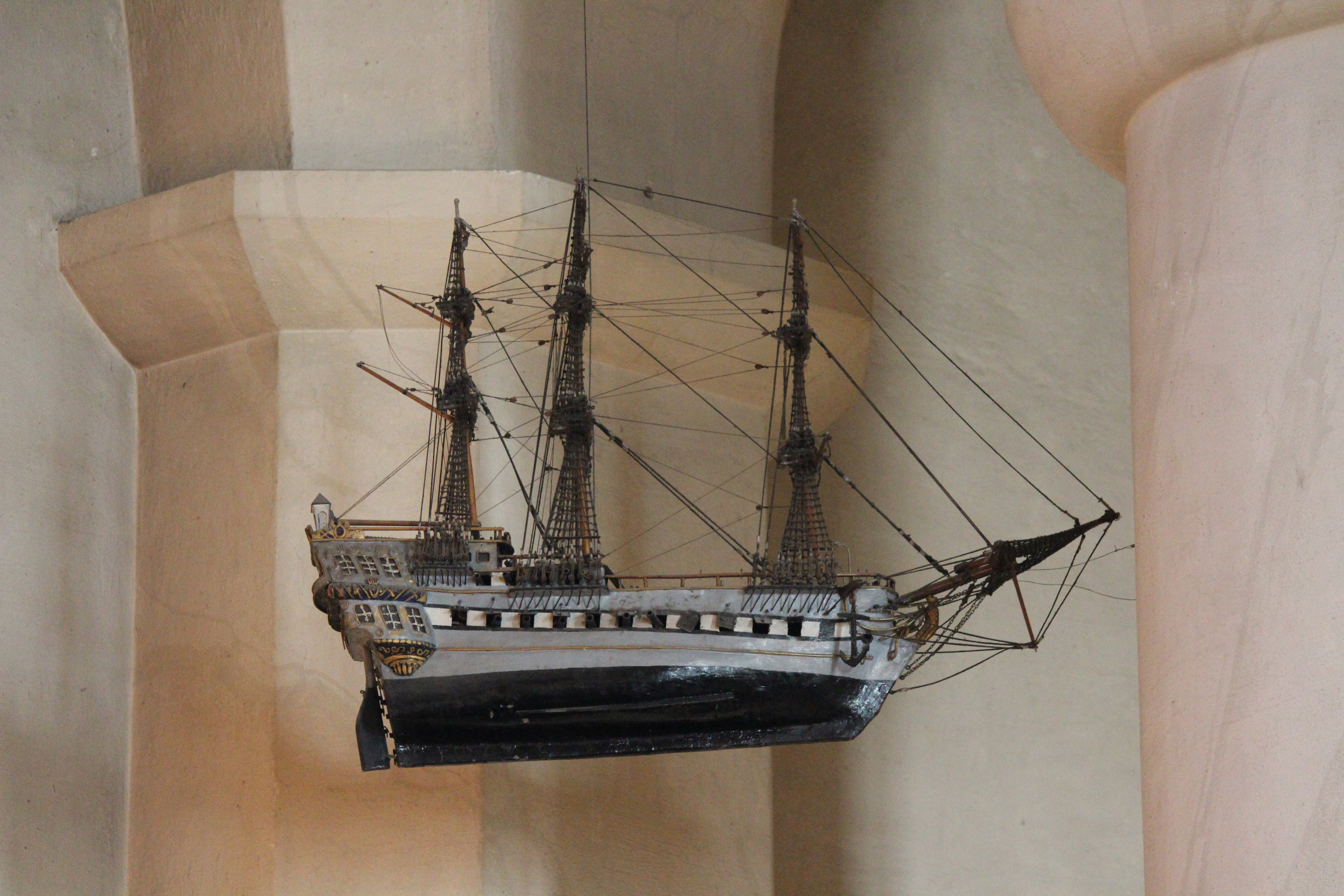
Votivskepp
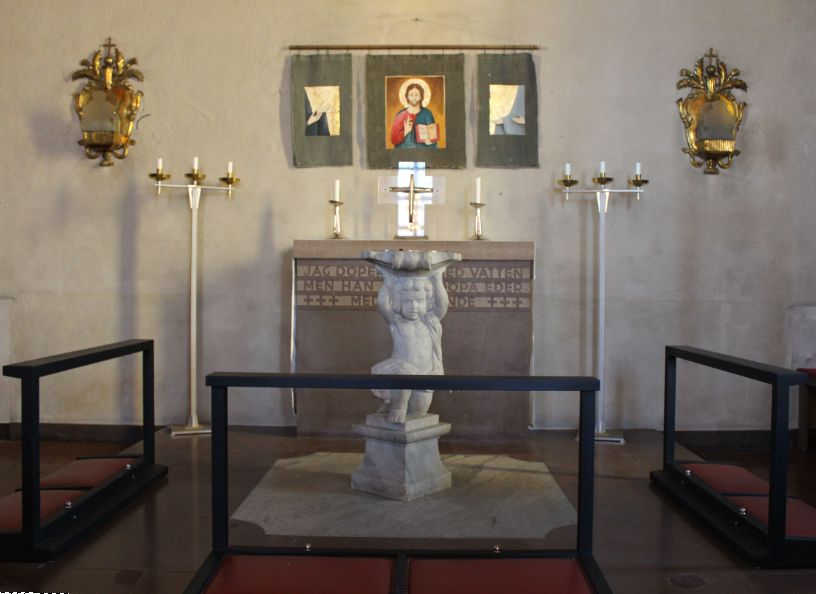
Sidoaltare